# Matières en suspension totales
Les matières en suspension totales (MEST)  (en anglais : Total suspended solids, TSS), sont le poids sec des matières en suspension, dans un échantillon d'eau, qui peuvent être piégées par un filtre, et qui sont analysées à l'aide d'un appareil de filtration. Il s'agit d'un paramètre de qualité de tout type d'eau, par exemple, les eaux sortant d'une station d'épuration.
MEST est répertorié comme un polluant conventionnel dans le US Clean Water Act.
Les matières dissoutes totales (en) sont un autre paramètre, résultant d'une analyse distincte, qui est également utilisé pour déterminer la qualité de l'eau en fonction des substances complètement dissoutes dans l'eau, plutôt que des particules en suspension.
En anglais, MEST était auparavant appelé Non-filterable residue, NFR (résidu non filtrable), mais a été remplacé en raison de l'ambiguïté qu'il faisait naître par rapport au sens de cette expression dans d'autres disciplines scientifiques.

## Mesure
Le MEST d'un échantillon d'eau ou d'eaux usées est déterminé en versant un volume d'eau soigneusement mesuré (généralement un litre ; mais moins si la densité des particules est élevée, ou jusqu'à deux ou trois litres pour de l'eau très propre) à travers un filtre pré-pesé d'une taille de pore spécifiée, puis en pesant à nouveau le filtre après le processus de séchage (étuve) qui enlève toute l'eau du filtre. Les filtres pour les mesures MEST sont généralement composés de fibres de verre. Le gain de poids est une mesure du poids sec des particules présentes dans l'échantillon d'eau exprimée en unités dérivées ou calculées à partir du volume d'eau filtré (typiquement en milligrammes par litre ou mg/L).
Si l'eau contient une quantité appréciable de substances dissoutes (comme ce serait certainement le cas lors de la mesure du MEST dans l'eau de mer), celles-ci s'ajouteront au poids du filtre lorsqu'il est séché. Par conséquent, il est nécessaire de « laver  » le filtre et l'échantillon avec de l'eau désionisée après avoir filtré l'échantillon, et avant de sécher le filtre. Omettre cette étape est une erreur assez courante commise par des techniciens de laboratoire inexpérimentés travaillant avec des échantillons d'eau de mer, qui invalidera complètement les résultats, car le poids de sels laissés sur le filtre pendant le séchage peut facilement dépasser celui des particules en suspension.
Bien que la turbidité prétende mesurer approximativement la même propriété de qualité de l'eau que le MEST, cette dernière est plus utile car elle fournit un poids réel de la matière particulaire présente dans l'échantillon.
Dans les situations de surveillance de la qualité de l'eau, une série de mesures de MEST plus exigeantes en main-d'œuvre sera associée à des mesures de turbidité relativement rapides et faciles pour développer une corrélation spécifique au site. Une fois établie de manière satisfaisante, la corrélation peut être utilisée pour estimer le MEST à partir de mesures de turbidité plus fréquentes, ce qui permet d'économiser du temps et des efforts. 
Étant donné que les lectures de turbidité dépendent quelque peu de la taille, de la forme et de la couleur des particules, cette approche nécessite de calculer une équation de corrélation pour chaque emplacement.
En outre, des situations ou des conditions qui ont tendance à suspendre des particules plus grosses par le mouvement de l'eau (par exemple, une augmentation du courant du cours d'eau ou de l'action des vagues), peuvent produire des valeurs plus élevées de MEST, qui ne sont pas nécessairement accompagnées d'une augmentation correspondante de la turbidité. En effet, les particules au-dessus d'une certaine taille (essentiellement tout ce qui est plus grand que le limon/silt) ne sont pas mesurées par un turbidimètre sur place (elles se déposent avant que la lecture ne soit prise), mais contribuent sensiblement à la valeur MEST.

## Problèmes de définition
Bien que le MEST semble être une mesure simple du poids des particules obtenue en séparant les particules d'un échantillon d'eau à l'aide d'un filtre, il souffre en tant que quantité définie, du fait que les particules se produisent dans la nature essentiellement dans un continuum de tailles. À l'extrémité inférieure, MEST repose sur une coupure établie par les propriétés du filtre utilisé. À l'extrémité supérieure, le seuil devrait être l'exclusion de toutes les particules trop grosses pour être «en suspension » dans l'eau. Cependant, ce n'est pas une taille de particule fixe, mais dépend de l'énergétique de la situation au moment de l'échantillonnage: l'eau en mouvement suspend des particules plus grosses que l'eau immobile.
Ces problèmes n'invalident en aucun cas l'utilisation de MEST; la cohérence de la méthode et de la technique peut surmonter les lacunes dans la plupart des cas. Mais les comparaisons entre études peuvent nécessiter un examen attentif des méthodologies utilisées pour établir que les études mesurent en fait la même chose.
Le MEST en mg/L peut être calculé comme suit:
(poids sec du résidu et du filtre - poids sec du filtre seul, en grammes) / mL d'échantillon x 1 000 000